# Gladiolus quadrangularis
Gladiolus quadrangularis là một loài thực vật có hoa trong họ Diên vĩ. Loài này được (Burm.f.) Aiton miêu tả khoa học đầu tiên năm 1802.